# Arisitum
Arisitum o Arisdium o Arsat fou un bisbat merovingi que existia als segles VI i VII. Es considera que fou el precedent del bisbat d'Alès (abans Alais) però com a capital es proposen Alès i altres localitzacions: Le Vigan, Arre, Arrigas o Vissec.
El bisbat reagrupava les poblacions al nord del Cévennes, amb Alès, Le Vigan, Arre i Arrigas, i també Meyrueis, Saint-Jean-du-Gard i Andusa sense oblidar una part del Larzac que després fou agregat al bisbat de Rodès. Se l'esmenta a la "Història dels Francs" de Gregori de Tours.

## Liste dels bisbes
- Sant Deotari, testimoniat el 591 a la Vita Fermini
- Saint Munderic, testimoniat el 600
- Emmon, que va assistir al concili de Reims el 626